# سانت إيجيدو ألا فيبراتا
سانت إيجيدو ألا فيبراتا (بالإيطالية: Sant'Egidio alla Vibrata)‏ هي بلدية في مقاطعة تيرامو في إقليم أبروتسو الإيطالي.

## السكان
في سنة 1861 بلغ عدد السكان 1٬959 نسمة، وتطور العدد ليصل في سنة 2011 لـ 9٬668 نسمة.
يظهر هذا المخطط البياني تطور النمو السكاني لـ سانت إيجيدو ألا فيبراتا